# ژولت دتره
ژولت دِتره (مجاری: Detre Zsolt؛ زادهٔ ۷ مارس ۱۹۴۷) قایقران قایق بادبانی اهل مجارستان است.